# Impatiens mamasensis
Impatiens mamasensis är en balsaminväxtart som beskrevs av Utami och Wiriad. Impatiens mamasensis ingår i släktet balsaminer, och familjen balsaminväxter. Inga underarter finns listade i Catalogue of Life.